# Pedro Gracindo
Pedro Poli Xavier Gracindo (Rio de Janeiro, 16 de junho de 1985) é um ator brasileiro, atuando notadamente em cinema. Também é cantor e compositor.
Em 2008 fez parte do elenco da peça, Dom Quixote de Lugar Nenhum, apresentada no Teatro Villa-Lobos do Rio de Janeiro.
Em 2012, na 45ª Edição do Festival de Brasília do Cinema Brasileiro, Pedro Gracindo, em parceria com Victor Lourenço, ganhou o prêmio de Melhor Trilha Sonora em Curta-Metragem de Ficção, com o filme Eu Nunca Deveria Ter Voltado (2012).
Em 2018, Pedro Gracindo formou Os Trutas, uma banda de rock, do chamado estilo rock rural. Além de Pedro, com voz e guitarra, tal banda também é composta por Leandro Souto Maior, na guitarra, Matias Felipe Bercht, no baixo e Keila Gomes, na bateria. Principalmente tocando faixas autorais, suas canções falam sobre a vida nas montanhas e a vivência de morar afastado das áreas urbanas.
Nascido em família de artistas, Pedro Gracindo é neto do consagrado ator Paulo Gracindo, sendo filho do também ator Gracindo Júnior. Ele é irmão da atriz Daniela Duarte e do ator Gabriel Gracindo.

## Filmografia

### Cinema[5]
| Ano  | Título                 | Personagem              | Nota(s) |
| ---- | ---------------------- | ----------------------- | ------- |
| 2017 | Rota de Fuga           | Eduardo                 |         |
| 2017 | Como Você Me Vê?       | Interpretando ele mesmo |         |
| 2018 | Mormaço                | Pedro                   |         |
| 2020 | A Morte Habita à Noite |                         |         |